# Carl Hårleman (architekt)

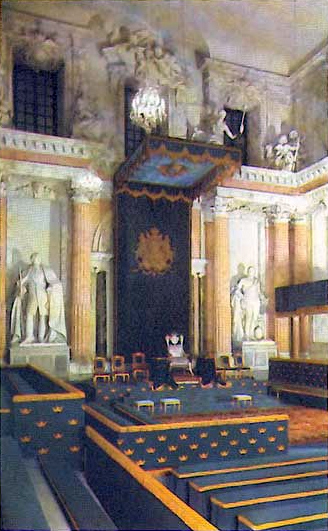
Zamek Królewski w Sztokholmie

Carl Hårleman (ur. 27 sierpnia 1700 w Sztokholmie, zm. 9 lutego 1753) – szwedzki architekt.
Hårleman urodził się jako syn architekta ogrodów i kierownika królewskich parków i ogrodów Johana Hårlemana, który zostały nobilitowany w 1698 roku. Do zawodu architekta przygotowywał go  Göran Josua Adelcrantz (1668-1739). Po otrzymaniu państwowego stypendium, opuścił Szwecję w 1721 roku, udając się najpierw do Paryża, gdzie spędził cztery lata jako student Académie royale d'architecture i francuskiej Akademii Sztuk Pięknych. Później udał się do Włoch. Przebywając w Wenecji, w 1727 roku, został wezwany do powrotu do ojczyzny.
W 1728 roku, po śmierci Nicodemusa Tessina młodszego, Hårleman został mianowany nadwornym intendentem, a później w 1741 roku, po tym, jak syn Tessina Carl Gustaf Tessin został członkiem Tajnej Rady, jego następcą jako superintendent. Został wybrany członkiem Królewskiej Szwedzkiej Akademii Nauk w 1744 roku. W 1747 roku nadany mu został tytuł barona. Rok później mianowany został Ceremoniarzem Odznaczeń Królewskich.
Hårleman ukończył budowę pałacu Królewskiego w Sztokholmie, zaczętą przez Tessina młodszego po tym, jak w 1697 roku pożar zniszczył stojący w tym miejscu średniowieczny zamek. Był odpowiedzialny w szczególności za wystrój wnętrz pałacu. Z tego względu zatrudnił do pracy dużą liczbę wykwalifikowanych rzemieślników. Prace nad wnętrzami pałacu przyczyniły się do popularyzacji rokoka w Szwecji.
Hårleman odbudował katedrę w Uppsali i część zamku w Uppsali. Oba te budynki zostały poważnie uszkodzone w pożarze w 1702 roku. W imieniu Uniwersytetu w Uppsali, wybudował Dom Konsystorza (konsistoriehuset) i konserwatorium dla ogrodu botanicznego Linneusza.
Hårleman zmarł w 1753 roku. Został pochowany w kościele Klarysek w Sztokholmie. Jego ostatnim wielkim projektem, wykonanym w roku jego śmierci, była konstrukcja nowego kościoła w Landskronie, nazwanego potem Kościołem Zofii Albertyny.